# 에스와티니의 행정 구역

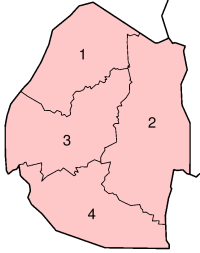
에스와티니의 행정 구역

에스와티니는 4개 구로 구성되어 있다.
1. 호호 구 (Hhohho)
2. 루봄보 구 (Lubombo)
3. 만지니 구 (Manzini)
4. 시셀웨니 구 (Shiselweni)

## 같이 보기
- ISO 3166-2:SZ